# Phlogiellus atriceps
Phlogiellus atriceps là một loài nhện trong họ Theraphosidae.
Loài này thuộc chi Phlogiellus. Phlogiellus atriceps được Mary Agard Pocock miêu tả năm 1897.